# Damion Lowe
Damion Lowe, né le 5 mai 1993 à Kingston, est un footballeur international jamaïcain. Il joue au poste de défenseur central à Al-Okhdoud Club.
Damion est le fils d'Onandi Lowe, lui même footballeur international jamaïcain.

## Biographie

### En club
Romario Williams rejoint en 2011 l'Université de Hartford et son équipe de soccer, les Hawks en NCAA. Après trois saisons, ces prestations sont remarquées et il anticipe son passage en pro et signe un contrat Génération Adidas avec la MLS, puis est repêché en huitième position de la MLS SuperDraft 2014 par les Sounders de Seattle.
En janvier 2023, après une saison à l'Inter Miami CF, il est transféré au Union de Philadelphie.